# Katerine Moreno
Katerine Moreno de Quintanilla (4 de mayo de 1974 en Santa Cruz de la Sierra) es una exnadadora boliviana. Compitió en cuatro Juegos Olímpicos.

## Trayectoria
En los Juegos Olímpicos de Seúl 1988 compitió por primera vez en unos Juegos Olímpicos, siendo la abanderada de su país, y la deportista olímpica más joven de la historia de Bolivia con tan solo 14 años.